# آلیس (ترانه آوریل لوین)
«آلیس» تک‌آهنگی از هنرمند اهل کانادا آوریل لوین است که در ۲۹ ژانویه ۲۰۱۰ منتشر شد و در چهارمین آلبوم استودیویی وی خدانگهدار لالایی و بخشی از موسیقی متن فیلم سال ۲۰۱۰ آلیس در سرزمین عجایب بود.